# Erlos ir Salanto upių senslėniai
Erlos ir Salanto upių senslėniai este o arie protejată (arie de protecție specială avifaunistică — SPA) din Lituania întinsă pe o suprafață de 1.463,1 ha, integral pe uscat.

## Localizare
Centrul sitului Erlos ir Salanto upių senslėniai este situat la coordonatele 56°04′12″N 21°33′17″E / 56.07°N 21.5547°E.

## Înființare
Situl Erlos ir Salanto upių senslėniai a fost declarat arie de protecție specială avifaunistică în februarie 2022 pentru a proteja 10 specii de animale.

## Biodiversitate
Situată în ecoregiunea boreală, aria protejată nu include niciun habitat protejat.
La baza desemnării sitului se află mai multe specii protejate de  păsări (10): pescăruș albastru (Alcedo atthis), barză albă (Ciconia ciconia), erete de stuf (Circus aeruginosus), erete cenușiu (Circus pygargus), cristeiul de câmp (Crex crex), lebădă de iarnă (Cygnus cygnus), cocor (Grus grus), sfrâncioc roșiatic (Lanius collurio), ciocănitoare verzuie (Picus canus), cresteț pestriț (Porzana porzana).
Pe lângă speciile protejate, pe teritoriul sitului au mai fost identificate 1 specie de plante, 1 specie de mamifere, 1 specie de pești.